# Хельге Єтрік Баклунд
Хельге Єтрік Баклунд (швед. Helge Götrik Backlund, 3 вересня 1878, Тарту, — 29 січня 1958, Упсала) — геолог і петрограф.

## Біографія
У 1902 р. закінчив Петербурзький університет.
З 1908 р. працював хранителем Геологічного музею Петербурзької АН.
З 1918 р. — професор геології і мінералогії в Або (Фінляндія).
У 1924—43 рр. — професор Уппсальського університету (Швеція).

## Науковий доробок
Праці в галузі петрографії і тектоніки скандинавських країн та приполярних регіонів. Переглянув стратиграфію архейських порід Балтійського щита і встановив єдиний цикл готокарелід. Досліджував геологічну будову Полярного Уралу. У 1911—13 рр. досліджував родовища олова в Аргентині і Болівії.